# Jakuren
Jakuren (寂蓮) (1139 - 9 août 1202) est un poète et moine bouddhiste japonais qui vit au lendemain de l'époque de Heian et au début de l'époque de Kamakura. Avant de se faire moine, son nom laïc est Fujiwara no Sadanaga (藤原定長).
Son père, Shunkai, est aussi moine. En 1150, il est adopté par son oncle (Fujiwara no Toshinari) à la suite de la mort du frère cadet de ce dernier et promu jugoi. À l'origine, Toshinari veut faire de Sadanaga son successeur, mais il a lui-même deux enfants et Sadanaga doit renoncer à la tutelle à l'âge de 30 ans au profit de Fujiwara no Sadaie et devenir moine bouddhiste en prenant le nom de Jakuren. 
Il se consacre alors à la poésie waka et prend pour modèle le moine Saigyō Hōshi, parcourt le pays et compose ses poèmes inspirés par ses déplacements. Il est populaire à cette époque et associé à Fujiwara no Teika. Il est désigné en 1201 pour être l'un des six compilateurs de la huitième anthologie impériale, la célèbre Shin Kokin Wakashū et trente-cinq de ses poèmes y sont inclus. Avant de mourir, il adopte Fujiwara no Ietaka, un élève de Toshinari. Quelques-uns de ses poèmes sont inclus dans l'anthologie Senzai Wakashū. Il rassemble ses poèmes dans un recueil intitulé Jakuren Hoshi-shū (寂蓮法師集). Un de ses poèmes est inclus dans l'anthologie Ogura Hyakunin Isshu.

## Sources
- Peter McMillan (2008) One hundred poets, one poem each: a translation of the Ogura Hyakunin Isshu. New York: Columbia University Press.  (ISBN 978-0-231-14398-1)
- Anne Commons: Hitomaro: poet as god, BRILL, 2009,  (ISBN 9789004174610), S. 128 f
- Shinkei (Übers.: Esperanza U. Ramirez-Christensen): Murmured conversations: a treatise on poetry and Buddhism, Stanford University Press, 2008,  (ISBN 9780804748636), p. 342-43